# محمدرضا مهرانپور
محمدرضا مهران‌پور یک بازیکن و مربی فوتبال ایرانی است. مهران‌پور سابقه بازی در تیم‌های جوانان استقلال، استقلال و پاس را دارد.

## دوران حرفه‌ای
مهران‌پور از ابتدای فصل ۱۳۷۲ به استقلال پیوست و سابقه قهرمانی و نائب قهرمانی در لیگ آزادگان و قهرمانی جام حذفی ایران و سوپرجام تهران را با این تیم دارد. مهران‌پور پس از حضور در استقلال به پاس پیوست.

### اولین بازی برای استقلال
مهرانپور در تاریخ دهم اردیبهشت ۱۳۷۲ در بازی با راه‌آهن شاهرود برای اولین بار برای استقلال بازی کرد که در همین بازی موفق به زدن اولین گلش با پیراهن این تیم شد.
مهرانپور کلا ۱۱۰ بازی رسمی برای استقلال انجام داد و ۱۲ گل برای آبی‌پوشان به ثمر رساند. مهرانپور نزدیک به ۲۶ بازی غیر رسمی نیز در کارنامه خود در تیم استقلال دارد.

### گل به باد ماندنی
مهرانپور در بازی استقلال و سایپا در دی ماه سال ۱۳۷۳ از راهی دور و با ضربه‌ای والی دروازهٔ جلال بشرزاد دروازه‌بان سایپا را باز کرد که به یکی از زیباترین گلهای آن سالها بدل گشت.  هواداران استقلال سالها از این گل یاد میکردند و همیشه مهرانپور را با این گل به یاد می‌آوردند.

## دوران مربی‌گری
مهران‌پور در تیم‌های امید سایپا و امید استیل‌آذین به مربی‌گری پرداخته و سابقه کسب مقام قهرمانی با این تیم‌ها را نیز دارد. مهران‌پور در تیم‌های همچون داماش گیلان و مس کرمان نیز کمک مربی بوده است.

## افتخارات

### استقلال
قهرمان جام حذفی فوتبال ایران ۷۵–۱۳۷۴
 قهرمان سوپر جام تهران ۱۳۷۳
 قهرمان لیگ فوتبال ایران ۷۷–۱۳۷۶
 قهرمان جام بین المللی خزر ۱۳۷۶
 قهرمان جام پرزیدنت ترکمنستان ۱۹۹۸
 قهرمان لیگ سوم فوتبال ایران ۱۳۷۳
 نایب قهرمان لیگ آزادگان ۱۳۷۳